# Nguyễn Thị Tuyết (thẩm phán)
Nguyễn Thị Tuyết (sinh ngày 22 tháng 6 năm 1962) là một nữ thẩm phán người Việt Nam. Bà có chức danh Thẩm phán Tòa án nhân dân tối cao. Bà từng là Thẩm phán Tòa phúc thẩm Tòa án nhân dân tối cao tại Hà Nội.